# Planococcus kraunhiae
Planococcus kraunhiae är en insektsart som först beskrevs av Kuwana 1902.  Planococcus kraunhiae ingår i släktet Planococcus och familjen ullsköldlöss. Inga underarter finns listade i Catalogue of Life.